# Live at the Palace
Live at the Palace es el primer lanzamiento en DVD de la banda de metal alternativo, Three Days Grace. La banda dedicó este DVD en memoria de su mánager y amigo, Stuart Sobol. El DVD fue lanzado originalmente como un Best Buy en exclusiva en agosto de 2008, pero ahora está disponible en otras tiendas. Tiene una duración de 1:19:42.

## Contenido
1. "Animal I Have Become" - 6:38
2. "Pain" - 4:12
3. "Just Like You" - 5:00
4. "Let It Die" - 5:06
5. "Wake Up" - 4:38
6. "I Hate Everything About You" - 5:53
7. "Rooster" (cover acústico de Alice in Chains) - 5:15
8. "Riot" - 7:15
9. "Get Out Alive" - 5:56
10. "Never Too Late" - 4:33
11. "Scared" - 5:51
12. "Gone Forever" - 3:30
13. "Home" (incluye un verso de la canción "Hey Man, Nice Shot" del grupo Filter) - 15:51
14. "It's All Over" (versión de estudio, durante los créditos)

El DVD incluye en exclusiva detrás de escenas con imágenes de los miembros de la banda.

## Créditos
- Adam Gontier: voz, guitarra rítmica
- Neil Sanderson: batería, coros
- Brad Walst: bajo, coros
- Barry Stock: guitarra líder
- Michael Drumm: director, productor, editor
- Stuart Sobol, Nicki Loranger: productores ejecutivos, manejo
- Stacy Kanter, Dan Mackta: coproductores ejecutivos
- Michael Tabasco: A&R
- Michael Spencer: editor
- Jay Chapman: productor
- Howard Benson: productor de audio
- Mike Plotnikoff: mezclador
- Harsukazu Inagaki, Brendan Dekora: asistente de ingenieros
- Paul Decarli: edición digital